# Eugenio Bozzello Verole
Eugenio Bozzello Verole (Castellamonte, 30 agosto 1928 – Castellamonte, 2 aprile 2024) è stato un politico italiano, sindaco di Castellamonte dal 1980 al 1985, dal 1990 al 1991 e dal 2002 al 2007 nonché senatore della repubblica per tre legislature e più volte consigliere comunale e anche dal 2007 al 2012 sempre a Castellamonte.

## Biografia
Eugenio Bozzello Verole nacque a Castellamonte il 30 agosto 1928.
Iniziò a lavorare come delegato commissione interna della FIAT e del direttivo provinciale Fiom CGIL. Dal 1968 al 1970 fu segretario federazione PSI provinciale di Torino e nello stesso periodo membro del comitato centrale del PSI.
Dal 1962 al 1972 fu membro Consiglio Amministrazione SATTI mentre dal 1970 al 1980 fu consigliere provinciale con assunzione responsabilità di assessorato allo sviluppo sociale al lavoro e ai trasporti e viabilità.
Nel 1965 divenne consigliere della città di Castellamonte, carica che mantenne per 30 anni e fu sindaco della città per tre volte nel 1980, nel 1985 e nel 2002.
Fu vicepresidente di Anbima Piemonte, presidente per 10 anni del comitato CRI Ivrea e Canavese e sindaco del Parco nazionale Gran Paradiso dal 1970 al 1980.
Nel 1979 fu eletto al senato della repubblica, facendo parte alle commissioni lavori pubblici, trasporti telecomunicazioni. Fu anche segretario della giunta delle elezioni e della immunità parlamentare e segretario del gruppo PSI del senato della repubblica dal 1979 al 1983. Fu poi rieletto al senato della repubblica nel collegio di Ivrea nel 1983.
Fu poi questore del senato, presidente della commissione bicamerale Italia - Spagna e, dal 1997 al 2000, membro del consiglio di amministrazione Sagat. Fu infine membro del consiglio di amministrazione Italgas.
Morì a Castellamonte il 2 aprile 2024 all'età di 95 anni.

### Insignito
- 1971: Cavaliere della Repubblica Italiana;
- 1976: Cavaliere Ufficiale della Repubblica Italiana;
- 1992: Grand'Ufficiale al merito della Repubblica Italiana;
- 2003: Cavaliere di Gran Croce al merito della Repubblica Italiana;
- 2017: Cittadino Onorario della Città di Castellamonte.